# Kara 25 lat pozbawienia wolności
Kara 25 lat pozbawienia wolności – w latach 1970–2023 rodzaj kary kryminalnej przewidzianej w Polsce za popełnienie niektórych zbrodni.
Skazany na karę 25 lat pozbawienia wolności mógł zostać warunkowo zwolniony po odbyciu 15 lat kary (art. 78 § 3 k.k.), o ile sąd nie wyznaczył jeszcze surowszego ograniczenia do ubiegania się o warunkowe zwolnienie. Okres próby trwał 10 lat (art. 80 § 1 k.k.). Kara ta została zniesiona z dniem 1 października 2023 roku, co nie stoi na przeszkodzie wymierzenia kary w takim wymiarze (a nawet większym, bowiem od tamtego czasu kara pozbawienia wolności w polskim prawie wynosi do 30 lat) przez sąd, jeżeli sąd uzna, iż taki wymiar kary w danej sprawie jest właściwy i jeżeli za dane przestępstwo możliwe jest orzeczenie kary w takim wymiarze. Kara 25 lat pozbawienia wolności straciła jednak swój osobny status.
Kara 25 lat pozbawienia wolności została wprowadzona Ustawą z dnia 19 kwietnia 1969 r. Kodeks karny (Dz.U. z 1969 r. nr 13, poz. 94). Była karą zasadniczą, która mogła być orzeczona za przestępstwo zagrożone karą śmierci, a także w innych wypadkach przewidzianych w ustawie (art. 30 § 3 d. k.k.).